# Robert A. Van Wyck
Robert A. Van Wyck (né le 20 juillet 1847 à New York et mort le 14 novembre 1918 à Paris 1er) fut le premier maire de New York après la consolidation de 1898, du 1er janvier 1898 au 31 décembre 1901. 
C'est sous son mandat que fut signé le premier contrat pour la construction d'un métro souterrain à New York. Dès son entrée en fonctions, excédé par les gabegies de la commission de maîtrise d'ouvrage du pont de Williamsburg, il la renvoya et chargea l'ingénieur Nixon de présider une nouvelle commission, qui s'acquitta de cette tâche jusqu'à la remise de l'ouvrage à la Commission des Ponts le 1er janvier 1902.

## Carrière politique
Van Wyck avait milité pendant des années pour le Parti démocrate, ne manquant presque aucune des conventions locales ou nationales, jusqu'à ce qu'il soit élu juge de la Cour de New York, puis premier juge (Chief Justice).
Pour concourir au poste de maire, Van Wyck démissionna de sa charge de magistrat, et c'est en effet avec une très large majorité qu'il fut élu maire de New York en 1897. Il bénéficia le premier de la fusion des cinq arrondissements de New York avec la City.
En tant que maire, il regroupa les innombrables services municipaux du Grand New York, révisant leur budget et rationalisant leurs moyens matériels. Il lança la construction du le Métro de New York, incluant le métro souterrain de Manhattan et le creusement du tunnel de Brooklyn.
Malgré ces initiatives, Van Wyck est généralement considéré comme un dirigeant terne, l'homme de paille des sociétaires de Tammany Hall, véritables maîtres de la ville et de ses banlieues. Quoiqu’il fût d'abord très populaire pour avoir renversé la vapeur des fusions engagées par ses prédécesseurs à New York, son mandat s'enlisa à partir de 1900 dans le « scandale de l’Ice Trust » : Le New York World avait rendu publique l'intention de l’American Ice Co. de Charles W. Morse, de spéculer sur le prix de la glace, en doublant son prix au détail de 30 à 60 cents les 100 livres (soit de 66 cents à 1,32 dollars les 100 kg) ; à une époque où les glacières offraient le seul moyen d'assurer la réfrigération et la conservation des aliments comme des médicaments, cette augmentation aurait privé les foyers modestes ; or, à l'âge d'or de l'immigration européenne en Amérique, cette population constituait le vivier électoral du club politique des Tammany's.
Sous la pression des campagnes de presse, American Ice dut renoncer à son projet spéculatif ; mais les rivaux politiques de Van Wyck exigèrent la nomination d'une commission d'enquête. Celle-ci révéla, non seulement qu'American Ice s'était bel et bien assuré un monopole des marchés d'approvisionnement de la city (elle possédait de fait l'exclusivité des droits de déchargement des ballots de glace sur les quais de New York), mais qu'en outre, Van Wyck, dont les émoluments de maire étaient déjà de 15 000 $, possédait 680 000 $ d'actions d'American Ice, sans que l'on puisse trouver trace d'un achat de sa part.
L'affaire Ice Trust mit un terme à sa carrière politique, et l'on estime généralement qu'elle fit perdre les élections de 1901 au candidat des Tammany's, au profit du parti « fusionniste » représenté par Seth Low. Encore deux années après, le New York Times peignait l'administration Van Wyck comme « roulée dans la boue » (...mired in black ooze and slime). Le gouverneur Theodore Roosevelt lança alors une contre-enquête, qui démontra que Van Wyck n'était pas impliqué personnellement dans ce scandale.